# 히다카 유리아
히다카 유리아(일본어: 日高ゆりあ, 1983년 9월 4일 ~ )는 일본의 성인 비디오 여배우, 무대 공연 배우이다. 소속사는 밤비 프로모션이다. 아오야마 히요리(青山ひより)라는 이름으로도 활동했었다.
2004년 3월 18일 아우다스 재팬의 《부끄러운 일》로 성인 비디오 업계에 데뷔했으며, 2006년 7월 26일에는 싱글 앨범 〈도쿄 타워〉를 발매해 가수로도 데뷔했다. 2008년 이후로는 핑크 영화나 무대 공연에도 출연해오고있다. 적어도 2013년 중순부터 풍속업 중 하나인 딜리버리 헬스점에 재적해 일하고있다.
같은 AV 여배우인 미야치 나나와 교분이 매우 깊은 것으로 알려져있으며, 함께 촬영한 작품 역시 상당수 존재한다. 이 둘은 2007년 2월 22일까지 블로그를 함께 운영해왔다.

## 같이 보기
- 성인 비디오 / 여배우
- 미야치 나나